# Береску, Алин
Алин Береску (рум. Alin Berescu; род. 14 апреля 1980, Тимишоара) — румынский шахматист, гроссмейстер (2007).
Серебряный призёр Чемпионата Европы для детей до 10 лет (1980), бронзовый призёр Чемпионата Европы для детей до 12 лет (1981). Во взрослых соревнованиях дважды (2004, 2005) становился чемпионом Румынии. Победитель нескольких международных турниров, в том числе в Тимишоаре и Пльзене (оба 2004).

## Изменения рейтинга
| Графики недоступны из-за технических проблем. См. информацию на Фабрикаторе и на mediawiki.org. |